# جباب (الهرمل)
هرمل جباب أو جباب الهرمل، هي قرية لبنانية من قرى قضاء الهرمل في محافظة البقاع.